# Tepelný výměník

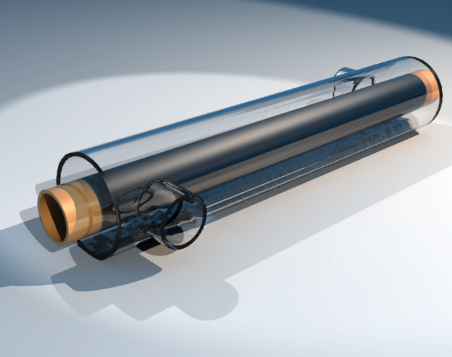
Tubusový výměník

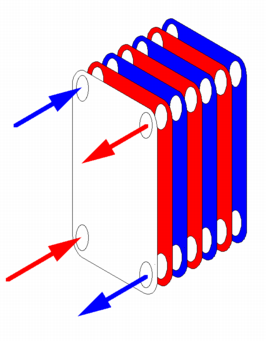
Složený deskový výměník

Výměník (přesněji tepelný výměník) je zařízení, které slouží k výměně energie mezi soustavami a objekty o různých parametrech.
Výměníková stanice je součástí areálů továren a sídlišť. Zajišťuje distribuci tepla pro vytápění objektů a ohřev teplé vody. Je možné ji použít i pro oddělení různých typů soustav, např. dálkové vysokotlaké parní vedení se výměníkem naváže na nízkotlaké teplovodní vedení.
Příkladem malého tepelného výměníku je například radiátor ústředního či etážového topení, který předává teplo z teplovodního nízkotlakého okruhu do prostředí bytu obsahujícího jiné médium, vzduch.
Podle pracovního média se dají výměníky dělit do dvou základních skupin: beze změny fáze (např. výměník vzduch-vzduch, spaliny-voda, olej-voda) nebo se změnou fáze (v nich dochází ke změně skupenství, tj. kondenzaci nebo odpaření, jedné látky, např. kondenzátor páry chlazený vodou). Podle konstrukce teplosměnné plochy jsou nejčastěji používány výměníky deskové nebo trubkové. V domácnostech se s výměníky setkáme u otopných soustav (kotel, radiátory), v chladničkách (výparník a kondenzátor) a v klimatizačních jednotkách. Ve většině automobilů pak s chladičem motoru a výměníkem pro topení kabiny.